# Frits van der Meer
Frederik Gerben Louis (Frits) van der Meer (Bolsward, 16 november 1904 – Lent, 19 juli 1994) was een Nederlands archeoloog, kunsthistoricus, literator en katholiek priester.

## Levensloop
Van der Meer volgde het Magister Alvinus-gymnasium in Sneek. Hij besloot in 1919 priester te worden en volgde de middelbare opleiding op het Aartsbisschoppelijk Kleinseminarie in Culemborg. Daarna studeerde hij tussen 1924 en 1928 aan het Groot-seminarie Rijsenburg en werd op 22 juli 1928 tot priester gewijd. In 1932 begon hij christelijke archeologie te studeren aan het Pontificio Istituto di Archeologia Cristiana in Rome. Hij promoveerde in 1934 op een iconografisch proefschrift over de representaties van de Apocalyps: Maiestas Domini. Théophanies de l'Apocalypse dans l'art chrétien. Étude sur les origines d'une iconographie spéciale du Christ. De handelsuitgave (1938) werd zijn eerste boek.
In 1939 werd hij benoemd tot lector aan de Katholieke Universiteit van Nijmegen. In 1941 verscheen zijn Catechismus die in vele edities veel katholieke huisgezinnen zou bereiken. Hij werd in 1946 bijzonder hoogleraar christelijke archeologie en liturgie. Internationaal maakte hij naam met zijn studie naar Aurelius Augustinus, Augustinus de zielzorger uit (1947). In 1955 volgde zijn benoeming tot gewoon hoogleraar Schoonheidsleer en kunstgeschiedenis, christelijke archeologie en iconografie. Hij stond bekend als een zeer enthousiast docent. Met de bestuurlijke kant van het hoogleraarschap hield hij zich niet bezig en hij bezocht ook vrijwel nooit congressen of symposia. Hij had een aansprekende en bevlogen stijl van schrijven, waaruit een sterk religieus besef sprak. Zijn Atlas van de Westerse beschaving (1951) en Atlas van de Oudchristelijke wereld (1958) zijn in diverse talen vertaald en worden internationaal nog steeds door zowel studenten als docenten veel gebruikt.
Na zijn emeritaat in 1974 woonde hij in het Lentse klooster Huize St. Jozef bij de Zusters Franciscanessen van Waltbreitbach alwaar hij dagelijks de Mis opdroeg en werkte aan enkele iconen en publicaties.
Van der Meer schreef in een zeer verzorgde, ietwat barokke stijl.

## Positie in de Katholieke Kerk
In de jaren zestig toonde Van der Meer zich een tegenstander van bepaalde tendensen binnen de Katholieke Kerk in Nederland, met name waar het de liturgie betrof.  Het vieren van de Mis met een voorganger die knielt tegenover zijn volk beschreef hij als een anti-sacrale nieuwigheid die noch historisch, noch om redenen van gepastheid, orde of indrukwekkendheid te rechtvaardigen viel.
In 1973 trachtte hij katholiek Nederland wakker te schudden met de Open Brief over Geloof en Eredienst, waarin hij de vloer aanveegde met de manier waarop in Nederland werd omgegaan met de besluiten van het Tweede Vaticaanse Concilie.

## Onderscheidingen en eerbetoon
Van der Meer werd in 1950 gevraagd als lid van de Koninklijke Nederlandse Akademie van Wetenschappen. In 1964 ontving hij de P.C. Hooft-prijs. In 1978 verscheen een herdruk van zijn rijkelijk geïllustreerde proefschrift uit 1938 gelijktijdig in het Nederlands, Duits, Frans en Engels. Hij ontving in 1980 de Karel de Grote-prijs van de stad Nijmegen.

### Prijzen
- 1956 - Brand-van Gent Prijs voor Keerpunt der Middeleeuwen. Tussen Cluny en Sens
- 1963 - P.C. Hooft-prijs
- 1980 - Karel de Grote-prijs